# کلیسای ناکیپاری
کلیسای ناکیپاری (به لاتین: Nakipari church) یک کلیسا در گرجستان است که در شهرداری مستیا واقع شده‌است.